# 学生団体「選挙へGO!!」
学生団体「選挙へGO!!」は、20代の投票率向上を目的に2010年6月に設立された。創始者は竹内博之（青森中央学院大学）。現代表は福田貴宏（青森中央学院大学）。

## 概要
学生団体「選挙へGO!!」は若者を対象とした選挙啓発団体。発足は平成23年の青森県での統一地方選挙で、竹内が初めて投票に行ったことがきっかけ。平成22年4月11日に行われた弘前市長選挙の投票率は58.06％内20代は36.65％。また、平成23年4月24日に行われた弘前市議選の投票率は50.83％内20代は30.64％。この事実に危機感を覚えた竹内は、友人に声をかけ、20代の投票率向上のために平成23年6月に鳥谷部純一(当時青森公立大学在学)、阿保朝隆(当時青森大学在学)と共に学生団体「選挙へGO!!」を発足させる。

## 主な活動
居酒屋トーク
政治家と学生が居酒屋でリラックスしながらざっくばらんに話をするという企画。
主な目的は、政治家と学生の距離をうめること。
成人式模擬投票
成人式成人祭において、新成人に向けての模擬投票。
政治家動画
3～5分の間で、政治家に若者向けのメッセージや政策などを語ってもらう動画。政治サイト「政治山」にて配信中。

## 活動履歴
- 平成23年7月21日 青森県議会の若手議員3名と学生22名で第1回「居酒屋トーク」開催
- 平成23年7月23日 代表竹内、副代表阿保が、八戸青年会議所主催の小学4～6年生を対象とした「ゆめみらい塾」で参加体験型授業にボランティアスタッフとして参加
- 平成23年9月5日～9日 代表竹内が弘前市選挙管理委員会でインターンを経験
- 平成23年11月11日 葛西憲之弘前市長と6大学25名の学生で第2回「居酒屋トーク」開催
- 平成23年12月1日 葛西憲之弘前市長との「居酒屋トーク」を踏まえ、市に7つの学生目線の政策提言
- 平成24年1月8日 弘前市成人式において、市選管と協力して新成人を対象にした模擬投票を実施
- 平成24年2月1日 弘前市への7つの政策提言の内の1つが実現。市広報に大学生企画のコーナーが新設
- 平成24年2月18日 八戸市で、県内地方議員3名と学生1名による「若者の政治参加を考える」シンポジウム開催。一般社会人、学生ら57名が参加。シンポジウム後、参加議員と学生19名による第3回「居酒屋トーク」開催
- 平成24年3月26日 青森市議会議員6名と学生20名による第4回「居酒屋トーク」開催
- 平成24年4月1日 学生団体「選挙へGO!!」マニフェスト2012作成
- 平成24年4月26日 青森県明推協の団体の部に当団体が委嘱される
- 平成24年5月25日 代表竹内が弘前市明推協委員に委嘱される
- 平成24年6月1日 「政治山」とのコラボ企画、インターネットを活用した政治家動画サイト「政治家tube」開設
- 平成24年6月8日 学生が政治を身近に感じるために議会を傍聴するキャンペーン「議会へGO!!」を実施県内4大学20名の学生が参加
- 平成24年6月14日 総務省自治行政局選挙部で活動報告・財団法人明るい選挙推進協会で活動報告
- 平成24年7月20日 弘前市明推協にて活動報告
- 平成24年9月14日 弘前市議会へ第2回議会傍聴キャンペーン「議会へGO!!」を実施県内4大学13名の学生が参加
- 平成24年10月1日 学生向け市民公開講座「ヤングスタディ2012」開催
- 平成24年10月13日 第2回「ヤングスタディ2012」開催
- 平成24年10月18日 第3回「ヤングスタディ2012」開催
- 平成24年11月2日 「マニフェスト大賞市民部門優秀マニフェスト推進賞」を受賞
- 平成24年11月8日 むつ市長との特別第5回「居酒屋トーク」開催
- 平成24年12月1日 「若者フォーラム2012　―これからの政治の話をしよう―」のパネルディスカッションに竹内がパネリストとして参加
- 平成25年1月10日 代表選挙にて福田貴宏新代表が誕生